# اریک لیند
اریک لیند (انگلیسی: Erik Lindh؛ زادهٔ ۲۴ مهٔ ۱۹۶۴) یک ورزشکار تنیس روی میز اهل سوئد است.
وی در مسابقات کشوری و بین‌المللی در مجموع برنده ۱۲ مدال طلا، ۸ مدال نقره، ۵ مدال برنز شده‌است.